# Prosopocera schoutedeni
Prosopocera schoutedeni là một loài bọ cánh cứng trong họ Cerambycidae.